# Jarvis (Texas)
Pour les articles homonymes, voir Jarvis.
Jarvis est une ville fantôme du comté d'Anderson, au Texas de l'Est, aux États-Unis,. Elle était située en bordure de la voie ferrée Texas State Railroad (en), à l'intersection de deux routes, juste au sud de l'U.S. Route 84, à une quinzaine de kilomètres à l'est de Palestine et au sud-est du comté. La communauté est fondée à l'occasion d'une opération de forage pétrolier infructueuse, dans la région, en 1909. Dans les années 1930, la communauté comptait quelques maisons, deux églises et une seule entreprise en exploitation. En 1985, Jarvis ne figure plus sur la carte routière du comté, bien que l'église soit toujours debout.

### Source de la traduction
- (en) Cet article est partiellement ou en totalité issu de l’article de Wikipédia en anglais intitulé « Jarvis, Texas » (voir la liste des auteurs).